# Cause nationale
 (juillet 2011).
Si vous disposez d'ouvrages ou d'articles de référence ou si vous connaissez des sites web de qualité traitant du thème abordé ici, merci de compléter l'article en donnant les références utiles à sa vérifiabilité et en les liant à la section « Notes et références ».
La Cause nationale est un sujet décidé chaque année en France par le premier ministre et sur lequel une attention particulière sera portée tout au long de l'année.
Le titre de Cause nationale a été créé en 1977 en vue de lutter contre le cancer.
Le choix de la cause nationale par le premier ministre se fait après un dépôt de candidature, par des associations, quelques mois avant le choix définitif de la cause nationale.
La cause nationale est une immense chance pour les associations qui voient soudain leur propre cause être au centre de débats très médiatisés.
L'attribution d'une cause nationale donne le droit à la diffusion de douze spots sur Radio France et soixante sur télévision.

## Quelques causes nationales depuis la création du titre en 1977
1977 : lutte contre le cancer
2000 : lutte pour la sécurité routière
2007 : lutte contre la maladie d'Alzheimer
2009 : lutte pour le don d'organes, le don de sang, de plaquettes et de moelle osseuse
2010 : lutte contre la violence faite aux femmes
2011 : lutte contre la solitude